# 전화소송
전화소송(The Telephone Cases, 126 U.S. 1(1888))은 전화 발명과 관련된 1870년대와 1880년대의 일련의 미국 법원 사건으로, 1888년 미국 대법원에서 알렉산더 그레이엄 벨 소유의 특허 우선권을 인정하는 판결로 최고조에 달했다. 이러한 특허는 아메리칸 벨 텔레폰 컴퍼니(American Bell Telephone Company) 및 벨 시스템에서 사용되었지만 에밀 베를리너로부터 중요한 마이크 특허도 획득했다.
대법원 사건의 반대자(또는 원고)는 처음에는 웨스턴 유니온 전신 회사였는데, 당시 이 회사는 아메리칸 벨 텔레폰보다 훨씬 규모가 크고 자금도 더 나은 경쟁자였다. 웨스턴 유니온은 1876년 3월부터 시작된 알렉산더 그레이엄 벨의 마스터 및 보조 전화 특허를 무효화하기 위해 다니엘 드로보, 일라이셔 그레이, 안토니오 메우치 및 필립 라이스의 최근 여러 특허 청구를 옹호했다. 웨스턴 유니온의 결정은 벨을 즉시 파기했을 것이다. 전화 회사는 후자 대신 전자 회사가 세계 최대의 통신 독점 회사가 되도록 허용했을 수도 있다.
대법원은 피플스 텔레폰 컴퍼니(Peoples Telephone Company)의 변호사 라이샌더 힐(Lysander Hill)의 주장으로 인해 벨 특허를 뒤집는 데 한 표를 얻었다. 하급 법원에서 피플스 텔레폰 컴퍼니(Peoples Telephone Company) 주식은 초기 절차 동안 잠시 상승했지만 청구인 다니엘 드로보가 입장에 서서 다음과 같이 증언한 후 하락했다. "나도 우연히 그 일을 하게 된 기억은 없다. 누군가 나에게 그것에 대해 이야기한 기억도 없다."

## 같이 보기
- 알렉산더 그레이엄 벨
- 웨스턴 유니온